# Viktoryja Azarenka
| jaar | rang enkelspel | rang dubbelspel |
| ---- | -------------- | --------------- |
| 2004 | 506            | 677             |
| 2005 | 146            | 429             |
| 2006 | 92             | 110             |
| 2007 | 30             | 32              |
| 2008 | 15             | 12              |
| 2009 | 7              | 15              |
| 2010 | 10             | 44              |
| 2011 | 3              | 12              |
| 2012 | 1              | 367             |
| 2013 | 2              | –               |
| 2014 | 32             | –               |
| 2015 | 22             | 433             |
| 2016 | 13             | –               |
| 2017 | 208            | –               |
| 2018 | 51             | 272             |
| 2019 | 50             | 18              |
| 2020 | 13             | 21              |
| 2021 | 27             | 159             |
| 2022 | 27             | 208             |

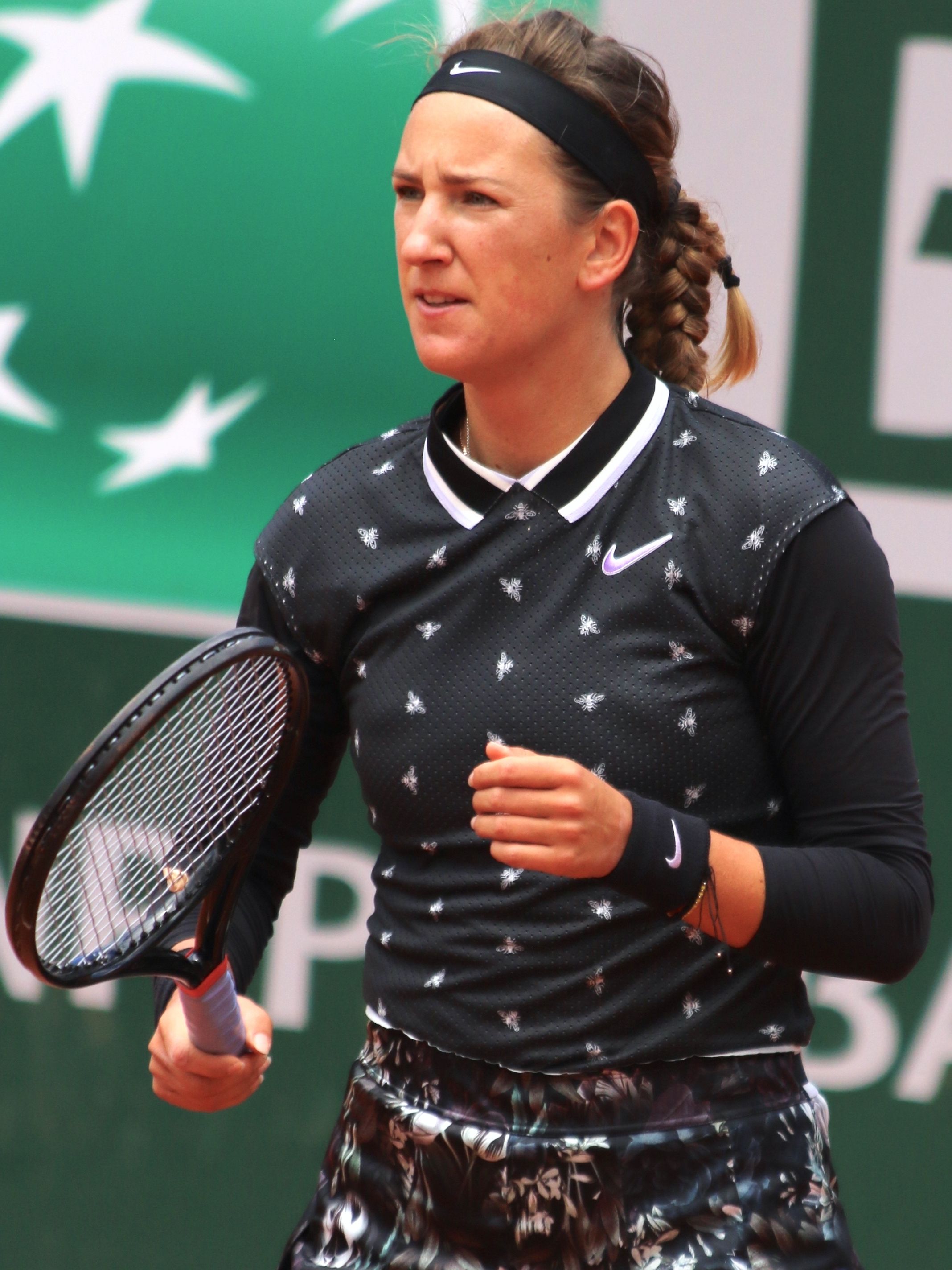
Roland Garros 2019

Viktoryja Fjodorovna Azarenka (ook wel Azaranka of Azarenko) (Wit-Russisch: Вікто́рыя Фёдараўна Аза́ранка, Russisch: Викто́рия Фёдоровна Аза́ренко) (Minsk, 31 juli 1989) is een professioneel tennisspeelster uit Wit-Rusland. Zij begon met tennis toen zij zeven jaar oud was. Zij speelt rechtshandig en heeft een tweehandige backhand. Haar favoriete ondergrond is hardcourt en gravel.

## Loopbaan

### Junioren
Azarenka was erg succesvol bij de junioren. In 2005 won zij het Australian Open en het US Open bij de junioren. Ook in het dubbelspel was zij succesvol. In 2004 won zij Wimbledon samen met de Wit-Russin Volha Havartsova. In 2005 won zij samen met de Hongaarse Ágnes Szávay Roland Garros en Wimbledon.
Op 31 januari 2005 bereikte zij de eerste plaats op de gecombineerde ITF-ranglijst voor junioren.

### Enkelspel
In 2005 debuteerde zij op de WTA-tour op het toernooi van Calcutta. In datzelfde jaar kwam zij uit voor het Wit-Russische Fed Cup-team.
In het enkelspel won zij tot nu toe (december 2015) zeventien WTA-toernooien. Op 30 januari 2012 bereikte zij de eerste plaats op de WTA-ranglijst enkelspel. Van 11 juni tot 9 juli 2012 moest zij deze plaats tijdelijk afstaan aan Maria Sjarapova, waarna zij haar leiderschap op de WTA-ranglijst hervatte, tot zij op 18 februari 2013 werd onttroond door Serena Williams.

#### 2012
Azarenka won de finale van het Australian Open van Maria Sjarapova in twee sets (6-3 6-0), waarmee zij niet alleen haar eerste grandslamtitel maar ook de positie van nummer één op de WTA-ranglijst in het enkelspel veroverde. In totaal zette zij in 2012 zes titels op haar naam. Op de Olympische spelen veroverde zij een bronzen medaille. Ook bereikte zij de finale van het US Open waarin zij in drie sets verloor van Serena Williams.

#### 2013
Azarenka begon 2013 uitstekend met het verdedigen van haar Australian Open-titel door in de finale haar Chinese opponente Li Na in drie sets te verslaan. In het verdere verloop van 2013 bereikte zij uitstekende resultaten op het niveau van de Premier Five: zij won de titel zowel in Doha als in Cincinnati, en verloor de finale in Rome. Haar optreden op het US Open werd een reprise van een jaar eerder: zij bereikte de finale, waarin zij in drie sets verloor van Serena Williams. Op de WTA Tour Championships wist zij de groepsfase niet te ontstijgen. Niettemin eindigde zij het tennisseizoen op de tweede plaats van de wereldranglijst.

#### 2014
Dit jaar kon Azarenka haar Australian Open-titel niet prolongeren – in de kwartfinale werd zij uitgeschakeld door de als vijfde geplaatste Poolse Agnieszka Radwańska. Nadien worstelde zij enkele maanden met een blessure aan haar voet. Roland Garros moest zij daarom overslaan. Op Wimbledon 2014 kwam zij niet voorbij de tweede ronde. In Montréal kon zij de kwartfinale bereiken – daar werd haar weg geblokkeerd door de latere winnares, Agnieszka Radwańska. Ook op het US Open was de kwartfinale haar eindstation – de als zeventiende geplaatste Russin Jekaterina Makarova ging nog één ronde verder. Doordat Azarenka naar de 32e plaats was gezakt, was zij niet gekwalificeerd om mee te doen aan het eindejaarskampioenschap.

#### 2015
Na een verloren openingspartij in Brisbane bereikte Azarenka op het Australian Open de vierde ronde; zij moest de als elfde geplaatste Slowaakse Dominika Cibulková laten voorgaan naar de kwartfinale waar de latere winnares, Serena Williams, wachtte. In februari was haar ranking nog verder gezakt naar de 48e plaats, maar dankzij een wildcard mocht zij zonder kwalificatietoernooi meedoen aan het toernooi van Doha – intussen was haar vorm voldoende verbeterd voor het bereiken van de finale, waar de titel haar evenwel werd onthouden door de Tsjechische Lucie Šafářová. Op Roland Garros kwam zij niet verder dan de derde ronde, maar daarna kwam zij iets beter in vorm, met kwartfinaleplaatsen op Wimbledon (waarmee zij de top twintig binnenkwam) en het US Open (waarmee zij de top twintig weer verliet).

#### 2016
In de eerste week won Azarenka het toernooi van Brisbane – in de finale versloeg zij de Duitse Angelique Kerber, waarmee zij steeg naar plaats 16. Op het Australian Open werd zij uitgeschakeld in de kwartfinale, waar de als zevende geplaatste Kerber revanche nam. In maart wist Azarenka de mandatory toernooien van Indian Wells en Miami te winnen. Hiermee evenaarde zij Steffi Graf (1996) en Kim Clijsters (2005), die de enige eerdere speelsters zijn die dit gelukt is. Azarenka steeg door dit resultaat naar de vijfde plek op de wereldranglijst en stond zodoende na geruime tijd (sinds augustus 2014) weer in de top tien.
In juli kondigde Azarenka haar zwangerschap aan – de rest van het jaar speelde zij niet.

#### 2017 – 2019
Na haar bevalling (op 19 december 2016) keerde Azarenka in juni 2017 terug op de WTA-tour, op het grastoernooi van Mallorca, waarvoor zij middels een wildcard was uitgenodigd. Dit diende als voorbereiding op haar deelname aan Wimbledon in het enkelspel (waar zij was toegelaten op basis van protected ranking) en in het gemengd dubbelspel.
In maart 2019 bereikte zij voor het eerst sinds 2011 weer een dubbelspelfinale, op het WTA-toernooi van Acapulco – zij won de titel samen met de Chinese Zheng Saisai. In april bereikte zij voor het eerst sinds drie jaar een enkelspelfinale, op het WTA-toernooi van Monterrey – in de eindstrijd tegen de Spaanse Garbiñe Muguruza moest zij de strijd staken door een kuitblessure. In mei won zij meteen weer een dubbelspeltitel, op het WTA-toernooi van Rome samen met de Australische Ashleigh Barty. Met dezelfde partner bereikte zij de finale van het US Open, waar zij de zege moesten prijsgeven aan Elise Mertens en Aryna Sabalenka.

#### 2020
In augustus won Azarenka de enkelspeltitel op het WTA-toernooi van Cincinnati – zij bereikte de finale door de Britse Johanna Konta te verslaan, en kreeg vervolgens de titel in de schoot geworpen doordat haar beoogde tegenstandster Naomi Osaka zich afmeldde wegens een hamstringblessure. In september, op het US Open, kwam zij in de finale alsnog tegenover de Japanse te staan – Azarenka won de eerste set met 6–1, maar kon de opgeveerde Osaka niet verhinderen om de partij in drie sets naar zich toe te trekken.

#### 2021
In oktober bereikte Azarenka de finale van het WTA 1000-toernooi van Indian Wells – daarin moest zij haar meerdere erkennen in de Spaanse Paula Badosa.

### Dubbelspel
In het vrouwendubbelspel won Azarenka tot nu toe tien WTA-toernooien, waarvan de laatste met de Braziliaanse Beatriz Haddad Maia – daarnaast stond zij vier keer in de finale van een grandslamtoernooi. In juli 2008 bereikte zij de zevende plaats op de WTA-ranglijst dubbelspel.
In het gemengd dubbelspel won zij twee keer een grandslamtoernooi: het US Open 2007 met landgenoot Maks Mirni, en Roland Garros 2008 met de Amerikaan Bob Bryan. In 2012 volgde een gouden medaille op de Olympische spelen, weer samen met Maks Mirni.

### Tennis in teamverband
In de periode 2005–2019 maakte Azarenka deel uit van het Wit-Russische Fed Cup-team – zij behaalde daar een winst/verlies-balans van 23–7. In 2019 bereikte zij de halve finale, door winst op Duitsland – de Australische dames ontnamen hen daarna de toegang tot de finale.

## Palmares
| Legenda                | Legenda                  |
| ---------------------- | ------------------------ |
| Grandslamtoernooi      |                          |
| Olympische Spelen      |                          |
| Year-End Championships |                          |
| tot 2009               | 2009 – 2020 / vanaf 2021 |
| Tier I                 | Premier Mandatory        |
| Tier II                | Premier Five / WTA 1000  |
| Tier III               | Premier / WTA 500        |
| Tier IV & V            | International / WTA 250  |
|                        | Challenger / WTA 125     |

### WTA-finaleplaatsen enkelspel
| nr.              | finale     | toernooi          | ondergrond    | tegenstandster       | score            |         |
| ---------------- | ---------- | ----------------- | ------------- | -------------------- | ---------------- | ------- |
| gewonnen finales |            |                   |               |                      |                  |         |
| 1.               | 2009-01-10 | WTA Brisbane      | hardcourt     | Marion Bartoli       | 6-3, 6-1         | details |
| 2.               | 2009-02-21 | WTA Memphis       | hardcourt (i) | Caroline Wozniacki   | 6-1, 6-3         | details |
| 3.               | 2009-04-05 | WTA Miami         | hardcourt     | Serena Williams      | 6-3, 6-1         | details |
| 4.               | 2010-08-01 | WTA Stanford      | hardcourt     | Maria Sjarapova      | 6-4, 6-1         | details |
| 5.               | 2010-10-24 | WTA Moskou        | hardcourt     | Maria Kirilenko      | 6-3, 6-4         | details |
| 6.               | 2011-04-02 | WTA Miami         | hardcourt     | Maria Sjarapova      | 6-1, 6-4         | details |
| 7.               | 2011-04-09 | WTA Marbella      | gravel        | Irina-Camelia Begu   | 6-3, 6-2         | details |
| 8.               | 2011-10-23 | WTA Luxemburg     | hardcourt     | Monica Niculescu     | 6-2, 6-2         | details |
| 9.               | 2012-01-13 | WTA Sydney        | hardcourt     | Li Na                | 6-2, 1-6, 6-3    | details |
| 10.              | 2012-01-28 | Australian Open   | hardcourt     | Maria Sjarapova      | 6-3, 6-0         | details |
| 11.              | 2012-02-19 | WTA Doha          | hardcourt     | Samantha Stosur      | 6-1, 6-2         | details |
| 12.              | 2012-03-18 | WTA Indian Wells  | hardcourt     | Maria Sjarapova      | 6-2, 6-3         | details |
| 13.              | 2012-10-07 | WTA Peking        | hardcourt     | Maria Sjarapova      | 6-3, 6-1         | details |
| 14.              | 2012-10-14 | WTA Linz          | hardcourt     | Julia Görges         | 6-3, 6-4         | details |
| 15.              | 2013-01-26 | Australian Open   | hardcourt     | Li Na                | 4-6, 6-4, 6-3    | details |
| 16.              | 2013-02-17 | WTA Doha          | hardcourt     | Serena Williams      | 7-6, 2-6, 6-3    | details |
| 17.              | 2013-08-18 | WTA Cincinnati    | hardcourt     | Serena Williams      | 2-6, 6-2, 7-6    | details |
| 18.              | 2016-01-09 | WTA Brisbane      | hardcourt     | Angelique Kerber     | 6-3, 6-1         | details |
| 19.              | 2016-03-20 | WTA Indian Wells  | hardcourt     | Serena Williams      | 6-4, 6-4         | details |
| 20.              | 2016-04-02 | WTA Miami         | hardcourt     | Svetlana Koeznetsova | 6-3, 6-2         | details |
|                  |            |                   |               |                      |                  |         |
| 21.              | 2020-08-29 | WTA Cincinnati    | hardcourt     | Naomi Osaka          | walk-over        | details |
| verloren finales |            |                   |               |                      |                  |         |
| 01.              | 2007-05-06 | WTA Estoril       | gravel        | Gréta Arn            | 6-2, 1-6, 6-7    | details |
| 02.              | 2007-10-07 | WTA Tasjkent      | hardcourt     | Pauline Parmentier   | 5-7, 2-6         | details |
| 03.              | 2008-01-05 | WTA Gold Coast    | hardcourt     | Li Na                | 6-4, 3-6, 4-6    | details |
| 04.              | 2008-05-04 | WTA Praag         | gravel        | Vera Zvonarjova      | 6-7, 2-6         | details |
| 05.              | 2010-02-20 | WTA Dubai         | hardcourt     | Venus Williams       | 3-6, 5-7         | details |
| 06.              | 2010-06-19 | WTA Eastbourne    | gras          | Jekaterina Makarova  | 6-7, 4-6         | details |
| 07.              | 2011-05-08 | WTA Madrid        | gravel        | Petra Kvitová        | 6-7, 4-6         | details |
| 08.              | 2011-10-31 | WTA Championships | hardcourt     | Petra Kvitová        | 5-7, 6-4, 3-6    | details |
| 09.              | 2012-04-29 | WTA Stuttgart     | gravel        | Maria Sjarapova      | 1-6, 4-6         | details |
| 10.              | 2012-05-13 | WTA Madrid        | gravel        | Serena Williams      | 1-6, 3-6         | details |
| 11.              | 2012-09-09 | US Open           | hardcourt     | Serena Williams      | 2-6, 6-2, 5-7    | details |
| 12.              | 2013-05-19 | WTA Rome          | gravel        | Serena Williams      | 1-6, 3-6         | details |
| 13.              | 2013-08-04 | WTA Carlsbad      | hardcourt     | Samantha Stosur      | 2-6, 3-6         | details |
| 14.              | 2013-09-08 | US Open           | hardcourt     | Serena Williams      | 5-7, 7-6, 1-6    | details |
| 15.              | 2014-01-04 | WTA Brisbane      | hardcourt     | Serena Williams      | 4-6, 5-7         | details |
| 16.              | 2015-02-28 | WTA Doha          | hardcourt     | Lucie Šafářová       | 4-6, 3-6         | details |
|                  |            |                   |               |                      |                  |         |
| 17.              | 2019-04-07 | WTA Monterrey     | hardcourt     | Garbiñe Muguruza     | 1-6, 1-3, opgave | details |
| 18.              | 2020-09-12 | US Open           | hardcourt     | Naomi Osaka          | 6-1, 3-6, 3-6    | details |
| 19.              | 2020-10-25 | WTA Ostrava       | hardcourt (i) | Aryna Sabalenka      | 2-6, 2-6         | details |
| 20.              | 2021-10-17 | WTA Indian Wells  | hardcourt     | Paula Badosa         | 6-7, 6-2, 6-7    | details |

### WTA-finaleplaatsen vrouwendubbelspel
| nr.              | finale     | toernooi          | ondergrond    | partner             | tegenstandsters                                | score            |         |
| ---------------- | ---------- | ----------------- | ------------- | ------------------- | ---------------------------------------------- | ---------------- | ------- |
| gewonnen finales |            |                   |               |                     |                                                |                  |         |
| 01.              | 2006-10-08 | WTA Tasjkent      | hardcourt     | Tatjana Poetsjek    | Maria Elena Camerin Emmanuelle Gagliardi       | walk-over        | details |
| 02.              | 2009-02-21 | WTA Memphis       | hardcourt (i) | Caroline Wozniacki  | Joeliana Fedak Michaëlla Krajicek              | 6-1, 7-6         | details |
| 03.              | 2009-03-21 | WTA Indian Wells  | hardcourt     | Vera Zvonarjova     | Gisela Dulko Shahar Peer                       | 6-4, 3-6, [10-5] | details |
| 04.              | 2010-08-15 | WTA Cincinnati    | hardcourt     | Maria Kirilenko     | Lisa Raymond Rennae Stubbs                     | 7-6, 7-6         | details |
| 05.              | 2011-05-07 | WTA Madrid        | gravel        | Maria Kirilenko     | Květa Peschke Katarina Srebotnik               | 6-4, 6-3         | details |
| 06.              | 2011-07-31 | WTA Stanford      | hardcourt     | Maria Kirilenko     | Liezel Huber Lisa Raymond                      | 6-1, 6-3         | details |
|                  |            |                   |               |                     |                                                |                  |         |
| 07.              | 2019-03-02 | WTA Acapulco      | hardcourt     | Zheng Saisai        | Desirae Krawczyk Giuliana Olmos                | 6-1, 6-2         | details |
| 08.              | 2019-05-19 | WTA Rome          | gravel        | Ashleigh Barty      | Anna-Lena Grönefeld Demi Schuurs               | 4-6, 6-0, [10-3] | details |
| 09.              | 2021-06-20 | WTA Berlijn       | gras          | Aryna Sabalenka     | Nicole Melichar Demi Schuurs                   | 4-6, 7-5, [10-4] | details |
| 10.              | 2023-05-07 | WTA Madrid        | gravel        | Beatriz Haddad Maia | Cori Gauff Jessica Pegula                      | 6-1, 6-4         | details |
| verloren finales |            |                   |               |                     |                                                |                  |         |
| 1.               | 2006-02-25 | WTA Memphis       | hardcourt     | Caroline Wozniacki  | Lisa Raymond Samantha Stosur                   | 6-7, 3-6         | details |
| 2.               | 2007-07-29 | WTA Stanford      | hardcourt     | Anna Tsjakvetadze   | Sania Mirza Shahar Peer                        | 4-6, 6-7         | details |
| 3.               | 2007-08-05 | WTA San Diego     | hardcourt     | Anna Tsjakvetadze   | Cara Black Liezel Huber                        | 5-7, 4-6         | details |
| 4.               | 2007-09-30 | WTA Luxemburg     | hardcourt     | Shahar Peer         | Iveta Benešová Janette Husárová                | 4-6, 2-6         | details |
| 5.               | 2007-10-14 | WTA Moskou        | hardcourt     | Tatjana Poetsjek    | Cara Black Liezel Huber                        | 6-4, 1-6, [7-10] | details |
| 6.               | 2008-01-27 | Australian Open   | hardcourt     | Shahar Peer         | Aljona Bondarenko Kateryna Bondarenko          | 6-2, 1-6, 4-6    | details |
| 7.               | 2008-04-13 | WTA Amelia Island | gravel        | Jelena Vesnina      | Bethanie Mattek Vladimíra Uhlířová             | 3-6, 1-6         | details |
| 8.               | 2009-06-05 | Roland Garros     | gravel        | Jelena Vesnina      | Anabel Medina Garrigues Virginia Ruano Pascual | 1-6, 1-6         | details |
| 9.               | 2011-01-28 | Australian Open   | hardcourt     | Maria Kirilenko     | Gisela Dulko Flavia Pennetta                   | 6-2, 5-7, 1-6    | details |
| 10.              | 2011-08-14 | WTA Toronto       | hardcourt     | Maria Kirilenko     | Liezel Huber Lisa Raymond                      | walk-over        | details |
|                  |            |                   |               |                     |                                                |                  |         |
| 11.              | 2019-09-08 | US Open           | hardcourt     | Ashleigh Barty      | Elise Mertens Aryna Sabalenka                  | 5-7, 5-7         | details |

### Finaleplaatsen gemengd dubbelspel
| nr.              | finale     | toernooi          | ondergrond | partner      | tegenstanders                     | score            |         |
| ---------------- | ---------- | ----------------- | ---------- | ------------ | --------------------------------- | ---------------- | ------- |
| gewonnen finales |            |                   |            |              |                                   |                  |         |
| 1.               | 2007-09-09 | US Open           | hardcourt  | Maks Mirni   | Meghann Shaughnessy Leander Paes  | 6-4, 7-6         | details |
| 2.               | 2008-06-08 | Roland Garros     | gravel     | Bob Bryan    | Katarina Srebotnik Nenad Zimonjić | 6-2, 7-6         | details |
| 3.               | 2012-08-05 | Olympische spelen | gras       | Maks Mirni   | Laura Robson Andy Murray          | 2-6, 6-3, [10-8] | details |
| verloren finales |            |                   |            |              |                                   |                  |         |
| 1.               | 2007-01-28 | Australian Open   | hardcourt  | Maks Mirni   | Jelena Lichovtseva Daniel Nestor  | 4-6, 4-6         | details |
| 2.               | 2018-07-15 | Wimbledon         | gras       | Jamie Murray | Alexander Peya Nicole Melichar    | 6-7, 3-6         | details |

### Gewonnen ITF-toernooien enkelspel
| nr. | datum      | toernooi | ondergrond | tegenstandster       | score    |
| --- | ---------- | -------- | ---------- | -------------------- | -------- |
| 1.  | 2005-07-24 | Pétange  | gravel     | Viktorija Koetoezova | 6-4, 6-2 |

### Gewonnen ITF-toernooien dubbelspel
| nr. | datum      | toernooi       | ondergrond | partner          | tegenstandsters                    | score         |
| --- | ---------- | -------------- | ---------- | ---------------- | ---------------------------------- | ------------- |
| 1.  | 2003-11-16 | Ramat Hasjaron | hardcourt  | Volha Havartsova | Natalie Neri Danielle Steinberg    | 6-0, 6-3      |
| 2.  | 2005-11-20 | Tucson         | hardcourt  | Tatjana Poetsjek | Maria Fernanda Alves Melinda Czink | 4-6, 7-6, 6-1 |
| 3.  | 2007-03-03 | Las Vegas      | hardcourt  | Tatjana Poetsjek | Maret Ani Alberta Brianti          | 6-2, 6-4      |

## Resultaten grote toernooien
| Legenda | Legenda                          |
| ------- | -------------------------------- |
| g.t.    | geen toernooi gehouden           |
| l.c.    | lagere categorie                 |
| –       | niet deelgenomen                 |
| G       | uitgeschakeld in de groepsfase   |
| 1R      | uitgeschakeld in de eerste ronde |
| 2R      | uitgeschakeld in de tweede ronde |
| 3R      | uitgeschakeld in de derde ronde  |
| 4R      | uitgeschakeld in de vierde ronde |
| KF      | uitgeschakeld in de kwartfinale  |
| HF      | uitgeschakeld in de halve finale |
| F       | de finale verloren               |
| W       | het toernooi gewonnen            |
| w-v     | winst/verlies-balans             |

### Enkelspel
| toernooi            | 2006 | 2007 | 2008 | 2009 | 2010 | 2011 | 2012 | 2013 | 2014 | 2015 | 2016 | 2017 | 2018 | 2019 | 2020 | 2021 | 2022 | 2023 |
| ------------------- | ---- | ---- | ---- | ---- | ---- | ---- | ---- | ---- | ---- | ---- | ---- | ---- | ---- | ---- | ---- | ---- | ---- | ---- |
| grandslamtoernooien |      |      |      |      |      |      |      |      |      |      |      |      |      |      |      |      |      |      |
| Australian Open     | 1R   | 3R   | 3R   | 4R   | KF   | 4R   | W    | W    | KF   | 4R   | KF   | –    | –    | 1R   | –    | 1R   | 4R   | HF   |
| Roland Garros       | 1R   | 1R   | 4R   | KF   | 1R   | KF   | 4R   | HF   | –    | 3R   | 1R   | –    | 1R   | 2R   | 2R   | 4R   | 3R   | 1R   |
| Wimbledon           | 1R   | 3R   | 3R   | KF   | 3R   | HF   | HF   | 2R   | 2R   | KF   | –    | 4R   | 2R   | 3R   | g.t. | 2R   | –    | 4R   |
| US Open             | 3R   | 4R   | 3R   | 3R   | 2R   | 3R   | F    | F    | KF   | KF   | –    | –    | 3R   | 1R   | F    | 3R   | 4R   |      |
| WTA Finals          |      |      |      |      |      |      |      |      |      |      |      |      |      |      |      |      |      |      |
| WTA Finals          | –    | –    | –    | 1R   | 1R   | F    | HF   | 1R   | –    | –    | –    | –    | –    | –    | –    | –    | –    |      |
| WTA 1000            |      |      |      |      |      |      |      |      |      |      |      |      |      |      |      |      |      |      |
| Doha/Dubai          | l.c. | l.c. | l.c. | –    | F    | 3R   | W    | W    | –    | –    | –    | –    | –    | –    | –    | –    | 2R   | 3R   |
| Indian Wells        | –    | 3R   | –    | HF   | 3R   | KF   | W    | KF   | 2R   | 3R   | W    | –    | 2R   | 2R   | g.t. | F    | 3R   | 2R   |
| Miami               | 3R   | 3R   | 3R   | W    | 4R   | W    | KF   | –    | –    | 3R   | W    | –    | HF   | 2R   | g.t. | 4R   | 3R   | 3R   |
| Madrid              | g.t. | g.t. | g.t. | 3R   | 1R   | F    | F    | 2R   | –    | 3R   | 3R   | –    | 2R   | 2R   | g.t. | 2R   | 3R   | 2R   |
| Rome                | 1R   | –    | 3R   | HF   | 2R   | KF   | 3R   | F    | –    | KF   | 2R   | –    | 1R   | KF   | KF   | –    | 3R   |      |
| Cincinnati          | l.c. | l.c. | l.c. | 3R   | 1R   | –    | –    | W    | –    | 3R   | –    | –    | 2R   | 2R   | W    | 3R   | 2R   |      |
| Montréal/Toronto    | –    | –    | HF   | 2R   | HF   | HF   | 2R   | –    | KF   | 3R   | –    | –    | 2R   | 2R   | g.t. | KF   | –    |      |
| Peking              | l.c. | l.c. | l.c. | 2R   | 2R   | 3R   | W    | 1R   | –    | –    | –    | –    | –    | –    | g.t. | g.t. | g.t. |      |
| Tokio/Wuhan         | –    | –    | –    | KF   | HF   | HF   | KF   | –    | –    | 2R   | –    | –    | –    | –    | g.t. | g.t. | g.t. |      |
| Olympische Spelen   |      |      |      |      |      |      |      |      |      |      |      |      |      |      |      |      |      |      |
| Olympische Spelen   | g.t. | g.t. | 3R   | g.t. | g.t. | g.t. | HF   | g.t. | g.t. | g.t. | –    | g.t. | g.t. | g.t. | g.t. | –    | g.t. |      |
| statistieken        |      |      |      |      |      |      |      |      |      |      |      |      |      |      |      |      |      |      |
| titels per jaar     | 0    | 0    | 0    | 3    | 2    | 3    | 6    | 3    | 0    | 0    | 3    | 0    | 0    | 0    | 1    | 0    | 0    | 0    |
| eindejaarsranking   | 92   | 30   | 15   | 7    | 10   | 3    | 1    | 2    | 32   | 22   | 13   | 208  | 51   | 50   | 13   | 27   | 27   |      |

### Vrouwendubbelspel
| Australian Open | –  | F  | 3R | 3R | F  | –  | 2R | –    | –  |
| Roland Garros   | 1R | KF | F  | 2R | KF | –  | 3R | –    | 2R |
| Wimbledon       | 2R | KF | 3R | 1R | –  | –  | 3R | g.t. | 2R |
| US Open         | 1R | 1R | 2R | –  | –  | 2R | F  | 2R   |    |

### Gemengd dubbelspel
| toernooi          | 2006 | 2007 | 2008 |     | 2012 |      | 2017 | 2018 | w-v |
| ----------------- | ---- | ---- | ---- | --- | ---- | ---- | ---- | ---- | --- |
| Australian Open   | –    | F    | 1R   | –   | –    | –    | 4-2  |      |     |
| Roland Garros     | –    | 1R   | W    | –   | –    | –    | 5-1  |      |     |
| Wimbledon         | –    | 1R   | –    | 3R  | 1R   | F    | 7-4  |      |     |
| US Open           | 2R   | W    | –    | –   | –    | –    | 6-1  |      |     |
| Olympische Spelen |      |      |      |     |      |      |      |      |     |
| Olympische Spelen | g.t. | g.t. | –    | W   | g.t. | g.t. | 4-0  |      |     |
| winst-verlies     | 1-1  | 9-3  | 5-1  | 6-1 | 0-1  | 6-0  | 26-8 |      |     |
| statistieken      |      |      |      |     |      |      |      |      |     |
| titels per jaar   | 0    | 1    | 1    | 1   | 0    | 0    | 3    |      |     |